# Vidovec
Vidovec ist eine Gemeinde mit gut 5000 Einwohnern in der Gespanschaft Varaždin in Kroatien.

## Geographie
Die Gemeinde liegt in der Ebene des Drautals direkt westlich von Varaždin auf dem Weg in das etwa 20 Kilometer entfernte Ivanec im Südwesten.

## Geschichte
In einer noch vor 1220 verbrannten Urkunde von Andrija II. aus dem Jahr 1209 zum Stadtrecht von Varaždin soll auch Vidovec erstmals erwähnt worden sein. Im 16. Jahrhundert wurde die Ortschaft im Zuge der Türkenkriege verwüstet, wie etwa einem Steuerbuch von 1554 zu entnehmen ist.

## Politik

### Gliederung

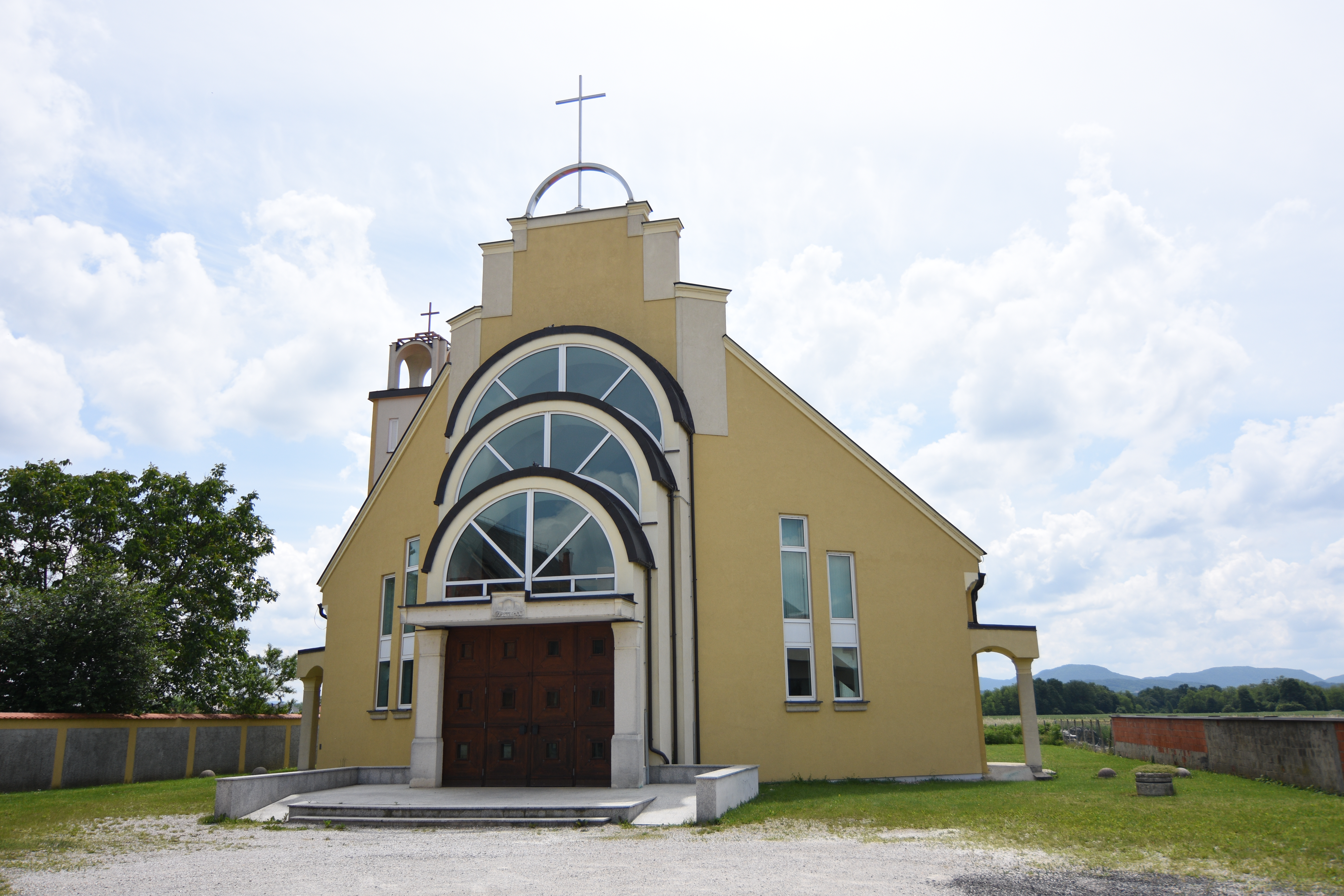
Kirche von Nedeljanec

Zur Gemeinde gehören die elf Siedlungen Budislavec, Cargovec, Domitrovec, Krkanec, Nedeljanec, Papinec, Prekno, Šijanec, Tužno, Vidovec und Zamlača.

### Partnerstadt
Vidovec unterhält seit 2012 eine Gemeindepartnerschaft mit Ohrid in  Nordmazedonien.